# NGC 6688
NGC 6688 este o galaxie situată în constelația Lira. A fost descoperită în 3 august 1864 de către Albert Marth. Se află la o distanță de 80,2 de megaparseci de Pământ.